# برترپنداری نژاد سفید

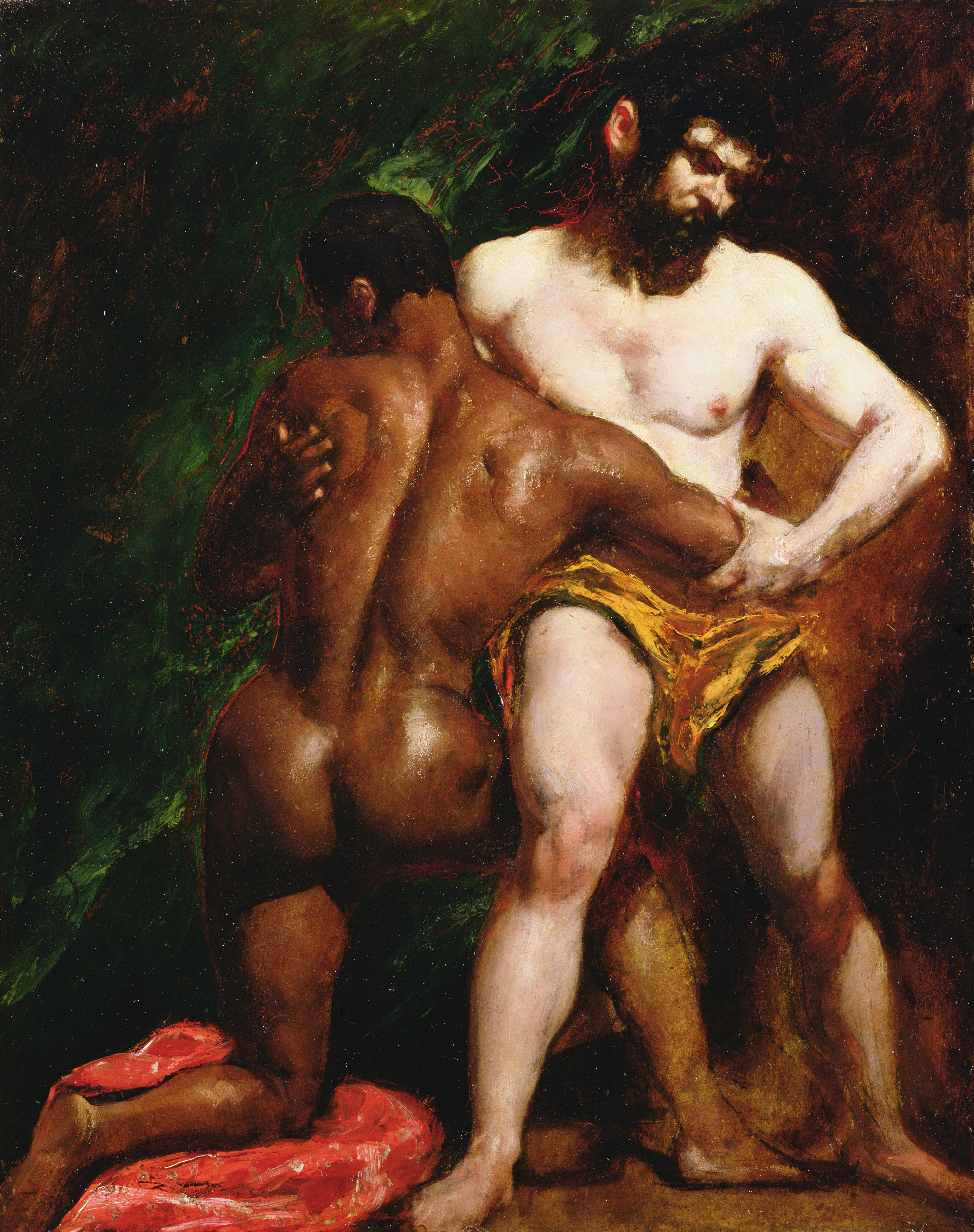
کشتی میان دو مرد سفید و سیاه‌پوست

برترپنداری نژاد سفید (به انگلیسی: White Supremacy) یک ایدئولوژی نژادی است متمرکز بر این عقیده و ترویج آن که سفیدپوستان در برخی مشخصه‌ها، صفات و ویژگی‌ها از مردم دیگر پیش زمینه‌های نژادی برترند و در نتیجه سفیدپوستان باید از نظر سیاسی، اقتصادی و اجتماعی بر مردم غیر سفیدپوست حکمرانی کنند. برترپنداری نژاد سفید در نژادگرایی علمی ریشه دارد و غالباً برای به تصویر کشیدن برتری نژاد سفید بر استدلال‌های شبه‌علمی تکیه می‌کند.